# Joel Blahnik
Joel Blahnik (* 7. Juni 1938 in Fish Creek, Wisconsin) ist ein US-amerikanischer Komponist und Lehrer tschechischer Abstammung.
Blahnik studierte am Lawrence University Conservatory of Music in Appleton in Wisconsin und erreichte seinen Hochschulabschluss 1961.
Nach seinem Studium war er von 1961 bis 1993 als Musiklehrer (Instrumentallehrer) in öffentlichen Schulen des Bundesstaates Wisconsin tätig. Darüber hinaus hielt er an über 250 Schulen von Wisconsin und im mittleren Westen (Midwest) Seminare und Vorlesungen in allen Schwierigkeitsgraden. Für diese Leistungen wurde er mehrfach ausgezeichnet.
Er ist Mitbegründer der tschechischen Music Allianz in den Vereinigten Staaten von Amerika und gründete 1989 die Alliance Publications Inc., in Fish Creek, Wisconsin, die sich zur Aufgabe gemacht hat, Kompositionen von tschechischen und slowakischen Komponisten zu fördern und in den USA bekannt zu machen.
Seit er 1993 seine pädagogischen Aufgaben beendet hat, arbeitet er als freischaffender Komponist.

## Werke

### Werke für Orchester
- 1992 Sláva! A Celebration for Symphony Orchestra
- 1996 Two Beautiful Countries for orchestra
- Elegie for Orchestra
- Symphonia de Nativitate

### Werke für Blasorchester
- 1992 Slava! A Celebration for Band
- 1996 Two beautyful Countries for Band
- Battalia for Band
- Celebration of Praise
- Christmas Rhapsody for Band
- Fanfare and Processional
- From Tender Stem
- Good Land Wau-Toma
- Green Bay Packers' Fight Song
- Hallmark
- I am a fine Musician
- Invention No. 1 for Band
- Invention No. 2 for Band
- Invention No. 3 for Band
- Mississippi Tone Poem for Band
- Slavic Miniatures for Symphonic Band
- Six ceremonial Fanfares for Band

### Kammermusik
- Bohemian March for Brass Quintet
- Concertino for Percussionist and Chamber Winds
- Czech Hymn "Gaudeamus Pariter" for Brass-Ensemble
- Czech Suite for Wind- or Brass-Trio
- Czech Trombone Treasures 33 Trombone Quintets
- Die Weihnacht for Brass Quintet
- Encore! Prague Trombones for Trombone Quartet
- Fanfare and March for Trumpet, Trombone and Organ
- Funeral March for Brass-Qunitet
- God rest ye merry, gentlemen Fanfare and Prelude for Brass Quintet
- Kvapik-Galop Tuba Trio and Drum Set
- Lenten Hymns from old Czech Tunes for Vocal Solo and Organ
- Morning Sunrise (12-part instrumental based on Victimae Paschali laudes) for Brass Choir
- New Prague Trombones for Trombone-Quartet
- Slava Fanfare Trumpet Quartet
- Sleep, little Jesus Boy Vocalist, Flute, Guitar and Keyboard
- Two Patriotic Hymns Trombone Quartet

### Chormusik
- Easter Fanfare for SATB Choir and Organ or Brass-Quintet
- Hail to all the Saints SATB Choir, Brass Quintet, Percussion and Organ
- Hosanna SATB Choir, two Trumpets and Organ
- Peace, I ask of thee, o River SATB Choir
- Regina coeli Double SATB Choir, Violoncello, String Bass and Organ